# Route des Collines

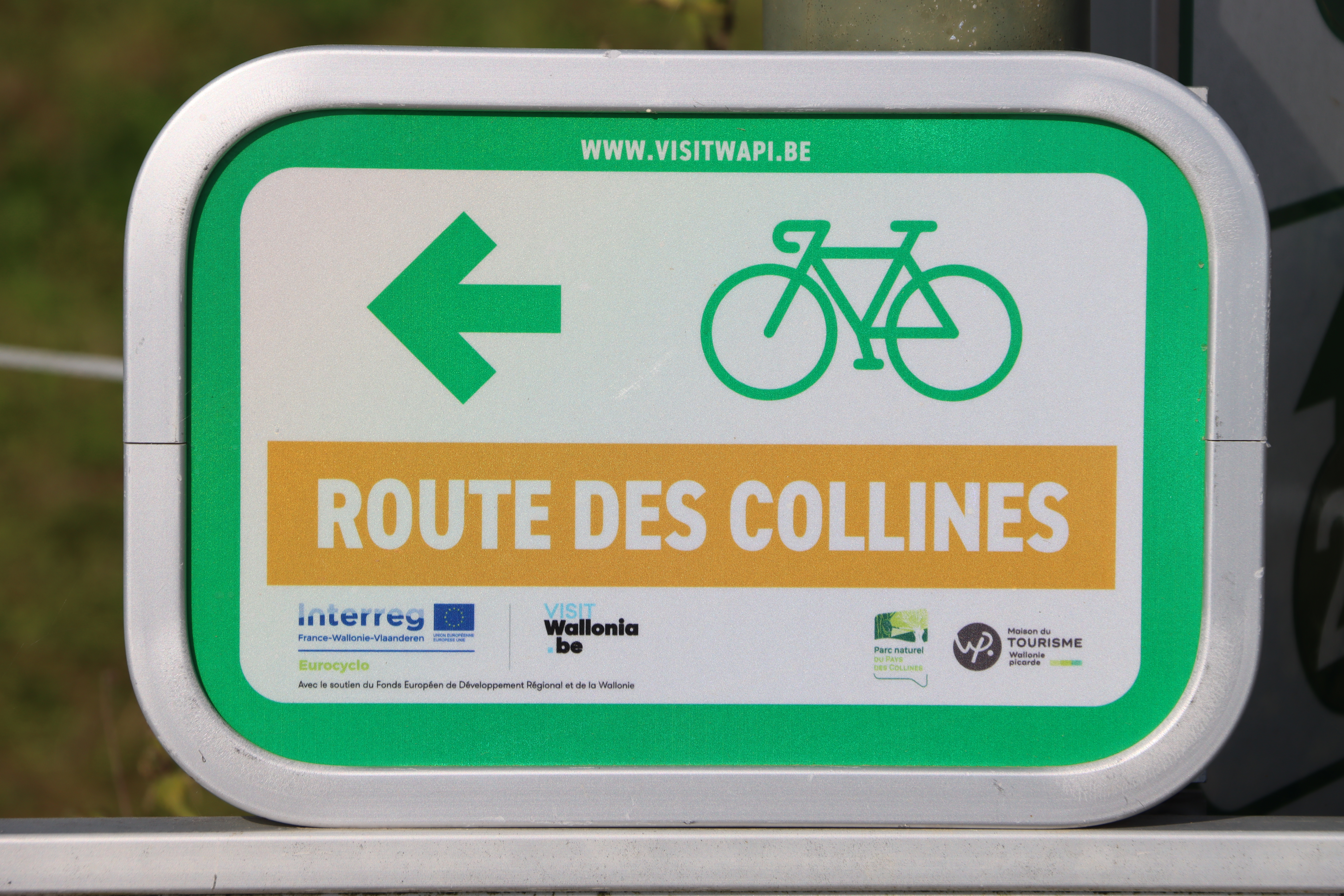
Route des Collines

De Route des Collines is een lange afstandsroute voor fietsers in Picardisch Wallonië door het Pays des Collines die een ronde maakt van 160 km. De route kan overal worden gestart, maar formeel start ze in Doornik op de Mont-Saint-Aubert. Ze is in 2 richtingen bewegwijzerd met rechthoekige bordjes. De bordjes hangen onder de borden van het fietsroutenetwerk. Voorheen was de Route des Collines een toeristische autoroute.  

## Traject
De route doorkruist de provincie Henegouwen. In het begin gaat de route oostwaarts naar Herquegies en beklimt ze Le Trou Robin. Vervolgens beklimt ze Le Saule Pendu en gaat daarna kort noordwaarts voor de klim van Bousée. Zuidwaarts gaat de route naar Houtaing om vervolgens noordwaarts te gaan via Œudeghien, Ostiches, Wodecq en Flobecq. In Flobecq kruist de route de Wapitour. Hierna volgt de klim La Houppe. 
Na gehucht La Houppe daalt de route de Pottelberg af en gaat richting Ellezelles. In Ellezelles kruist de route wederom de Wapitour en daarnaast de EuroVelo EV5 Via Romea Francigena. Hier kan via RAVeL Ligne 87 naar Ronse worden gefietst voor aansluiting met de EV5, de LF Vlaanderenroute en de LF Heuvelroute. Na Ellezelles volgt de klim Côte du Dieu des Monts. Via de beklimmingen van de Côte de les Hauts en La Croisette wordt het plaatsje Frasnes-lez-Buissenal bereikt. Hierna volgt de klim van La Taillette. 
Na Amougies volgt de klim van de Knokteberg en gaat de route door het Kluisbos over de grens tussen Vlaanderen en Wallonië waar ze parallel loopt met de LF Vlaanderenroute en de LF Heuvelroute. Op de top van de Kluisberg start de RV8a. De RV8a daalt de Kluisberg af aan de Vlaamse zijde naar Ruien. 
Na de afdaling van de Kluisberg aan de Waalse zijde volgt Orroir waar de route de Wapitour, de RAVeL Ligne 83 en de EV5 kruist. Dan gaat het terug naar de Mont-Saint-Aubert voor achtereenvolgens de beklimmingen van de Côte de la Croix Jubaru en de Mont-Saint-Aubert. In het centrum van Doornik loopt de Wapitour langs de Schelde.
De route is ook in de andere rijrichting bewegwijzerd.

## Aansluitingen met Europese routes
- In Ellezelles kruist de route de EuroVelo EV5 Via Romea Francigena.
- In Orroir kruist de route de EuroVelo EV5 Via Romea Francigena.

## Aansluitingen met andere LF- of icoonroutes
- In Doornik kan worden aangesloten op de Wapitour.
- In Doornik kan worden aangesloten op de RV6.
- Vanuit Doornik kan in Spiere-Helkijn via de RAVeL L'Escaut aangesloten worden op de LF Schelderoute.
- In Flobecq kruist de route de Wapitour.
- In Ellezelles kruist de route de Wapitour.
- Vanuit Ellezelles kan in Ronse via de RAVeL Ligne 87 aangesloten worden op de LF Vlaanderenroute en de LF Heuvelroute.
- Tussen Knokteberg en Mont de l'Enclus in het Kluisbos loopt de route parallel met de LF Vlaanderenroute en de LF Heuvelroute.
- Op de top van de Kluisberg in het Kluisbos start de RV8a.
- In Orroir kruist de route de Wapitour.

## Aansluitingen met regionale routes
- Op elk willekeurig punt kan gebruik worden gemaakt van het fietsroutenetwerk ter plaatse.
- In Mont de l'Enclus kan de blauwe lus van de Ronde van Vlaanderenroute opgepakt worden.